# Kevin Bright (Basketballspieler)
Kevin Daniel Bright (* 7. September 1992 in Mannheim) ist ein ehemaliger deutscher Basketballspieler. Nach mehreren Erfolgen auf Bundesebene mit den Nachwuchsmannschaften der Urspringschule ging der deutsche Juniorenauswahlspieler Bright 2012 zum Studium an die Vanderbilt University in den Vereinigten Staaten. Bereits nach einem Jahr kehrte er zurück und wurde 2013 Profi beim Erstligisten Skyliners Frankfurt. Der ehemalige Junioren-Nationalspieler gehörte dem Kader der deutschen A2-Nationalmannschaft an.

## Karriere
Bright lernte das Basketballspiel in seiner Heimatstadt Mannheim und ging 2006 auf das Internat der Urspringschule in Schelklingen. Hier war er unter anderem Mannschaftskamerad von Akeem Vargas und verteidigte mit der Juniorenmannschaft 2008 den Meistertitel des Vorjahres in der Nachwuchs-Basketball-Bundesliga (NBBL). Bright wurde dabei als „Rookie des Jahres“ der NBBL ausgezeichnet. Bis auf das folgende Jahr 2009 gewann Bright mit Team Urspring den Titel in der NBBL bis 2011 insgesamt dreimal. Beim renommierten Albert-Schweitzer-Turnier 2010 in seiner Heimatstadt erreichte die deutsche U18-Auswahl das Finale, wobei Bright erkrankt die letzten Spiele nicht mehr mitspielte. 
Neben der Junioren-Mannschaft der NBBL spielte Bright zur gleichen Zeit bei den Steeples, der Mannschaft im Erwachsenenbereich in der dritthöchsten Spielklasse ProB. In der ProB-Saison 2010/11 gelang als Meister der Spielklasse der Aufstieg in die zweithöchste Spielklasse ProA, in der Bright als Youngster des Monats im Auftaktmonat Oktober 2011 in der ProA-Saison 2011/12 ausgezeichnet wurde. Nach dem sicheren Klassenerhalt als Aufsteiger auf dem elften Platz der Abschlusstabelle ging der Junioren-Nationalspieler, der mit der deutschen Auswahl bei der U20-Europameisterschaft den fünften Platz belegt hatte, wie andere Mannschaftskameraden der Urspringschule zuvor zum Studium in die Vereinigten Staaten, wo er einen Studienplatz an der Vanderbilt University in Nashville (Tennessee) bekam. Dort spielte Bright in der Hochschulmannschaft Commodores in der Southeastern Conference (SEC) der NCAA. In seinem Jahr als Freshman, in dem die Commodores im SEC-Meisterschaftsturnier als Titelverteidiger im Halbfinale ausschieden, war Bright bereits ein wichtiger Bestandteil der Mannschaft, die nach dem SEC-Titelgewinn im Vorjahr ihre wichtigsten Spieler verloren hatten und die Qualifikation für ein landesweites Postseason-Turnier der NCAA verpassten. 
Auch aus familiären Gründen brach Bright sein Studium in den Vereinigten Staaten bereits nach einem Jahr ab und unterschrieb 2013 einen Vertrag beim Erstligisten Skyliners Frankfurt.  Bei den Frankfurtern wurde Bright mit einer Doppellizenz ausgestattet und bestritt acht Einsätze für die Reservemannschaft in der ProB. Tatsächlich überwogen aber die 22 Einsätze in der Erstligamannschaft unter Trainer-Rückkehrer Gordon Herbert, in der mit dem ein Jahr älteren Danilo Barthel ein weiterer gebürtiger Kurpfälzer stand. Dabei hatte Bright einen ähnlich guten Einstand in der höchsten deutschen Spielklasse wie sein früherer Ehinger Mannschaftskamerad Akeem Vargas bei Vizemeister Alba Berlin, der jedoch mit Doppellizenz schon zwischen 2010 und 2012 bei den Tigers Tübingen Erstliga-Luft geschnuppert hatte. Nach dem Ende der Saison verpasste Bright nach einer langwierigen Verletzung die Saisonvorbereitung und erlitt kurz vor Saisonstart zudem noch einen Ermüdungsbruch, so dass er für die Hinrunde der Bundesliga-Spielzeit 2014/15 ausfiel. Sein erstes Spiel nach Verletzung bestritt Bright in der ProB bei der Niederlage der Reservemannschaft Anfang Januar 2015 bei den Weißenhorn Youngstars, damals Nachwuchsfördermannschaft von Ratiopharm Ulm.
In der Sommerpause 2015 verließ Bright die Frankfurter, nachdem er in der Spielzeit 2014/15 aufgrund von Verletzungen die Erwartungen nicht erfüllt hatte. Im Juli 2015 stand er mit der deutschen Studentenauswahl im Endspiel der Sommeruniversiade in Gwangju, das nach zweifacher Verlängerung gegen die Vereinigten Staaten verloren wurde. In der Saison 2015/16 spielte er (wie in Ehinger Tagen unter Trainer Ralph Junge) für den Zweitligaverein Nürnberger BC. 2016/17 war er nicht aktiv, zur Saison 2017/18 ging er zur TSG Söflingen (zweite Regionalliga), bestritt aber keine Spiele für die Mannschaft.